# Natal'ja Ivanova (schermitrice)
Natal'ja Ivanova (in russo Наталья Иванова?; 2 agosto 1970) è un'ex schermitrice russa.

## Biografia
Ai campionati europei di scherma ha conquistato una medaglia d'argento nella gara di spada a squadre a Bolzano nel 1999.

## Palmarès
In carriera ha conseguito i seguenti risultati:
- Europei di scherma

Bolzano 1999: argento nella spada a squadre.